# ブリサック＝カンセ
ブリサック＝カンセ （Brissac-Quincé）は、フランス、ペイ・ド・ラ・ロワール地域圏、メーヌ＝エ＝ロワール県の旧コミューン。1964年に2つのコミューン、ブリサックとカンセが合併して誕生した · 。
2016年12月15日、周辺の9のコミューンと合併しコミューン・ヌーヴェル（fr）であるブリサック・ロワール・オバンスとなった。

## 地理
ソミュロワ地方にあるアンジューのコミューンで、県道748号線上にある。アンジェの南16km、ソミュールとは29km、ショレとは46km離れている。コミューンを、ロワール川の支流で蛇行する小河川オバンス川が流れる。オバンス川はロワール川とレイヨン川の間で35kmもうねって流れるが、ブリサック＝カンセ内では3kmにすぎない。

## 由来
Brissacの語源は確かに古いもので、著名な言語学者セレスタン・ポールによれば、語源がケルト語にあることは間違いない。最初の名称のルーツはケルト語のBracca（ラテン語ではBraccae、ガリア人の男が身に着けていたズボン）にあり、Braccaeをはく男たちの国を表している。
9世紀にブリサックは、ラテン語でpagus Bragascencis（pays de Brissac、ブリサック地方）と呼ばれた地の首都であった。
その名称は時代を経るごとに変わった。1050年にCastrum de Brachosaco、1067年にBracasac、1150年にBrachesac、15世紀にBrissessac、16世紀以降にBrissacとなった。フランス革命後の恐怖政治時代にはモン＝フィデル（Mont-Fidèle）と改名させられていた。
Quincéは、古くはQuinceium（1143年-1153年）、Quincé（1793年と1801年）であった。

## 歴史
852年、ノルマン人たちがポワトゥーとシャラントを荒らしまわった。その期間と重なる10年間、ポワティエ伯とエルボージュ伯がブリサックで10年間戦っていた。
1794年、ヴァンデ戦争制圧に向かう2つの地獄部隊（エティエンヌ・ジャン・フランソワ・コルドリエとジョゼフ・クルーザが指揮）が、ブリサックを出発点とした。
第一次世界大戦で、36人のブリサック出身者が命を落とした。第二次世界大戦では住民が一人殺害された。

## 経済
コミューンは、非常に活発なワイン生産地帯の中ほどにある。ブリサック＝カンセ内で生産されたワインの範囲は、白、ロゼ、赤、スパークリングワインを含む。ブドウ栽培の2つの主力は、甘口の白ワインであるレ・コトー・ド・ロバンス（Les coteaux-de-l’Aubance）、ランジュー・ヴィラージュ・ブリサック（L’Anjou-villages-Brissac）である。

## 人口統計
| 1962年 | 1968年 | 1975年 | 1982年 | 1990年 | 1999年 | 2008年 | 2013年 |
| ------ | ------ | ------ | ------ | ------ | ------ | ------ | ------ |
| 987    | 1671   | 1668   | 1942   | 2275   | 2296   | 2690   | 3059   |

参照元:1962年から1999年まで人口の2倍カウントなし。1999年までEHESS/Cassini、2004年以降INSEE

## ギャラリー

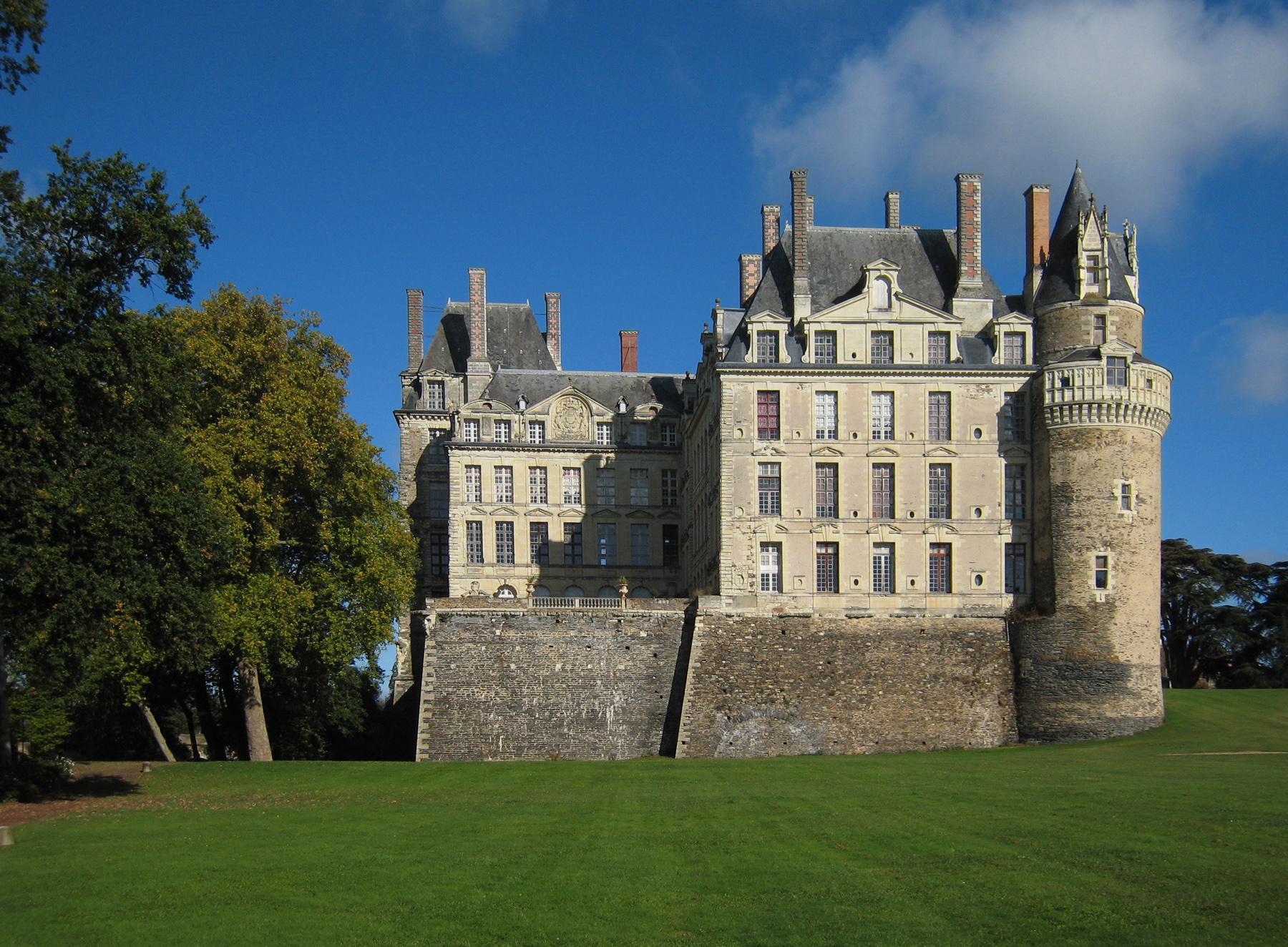
ブリサック城
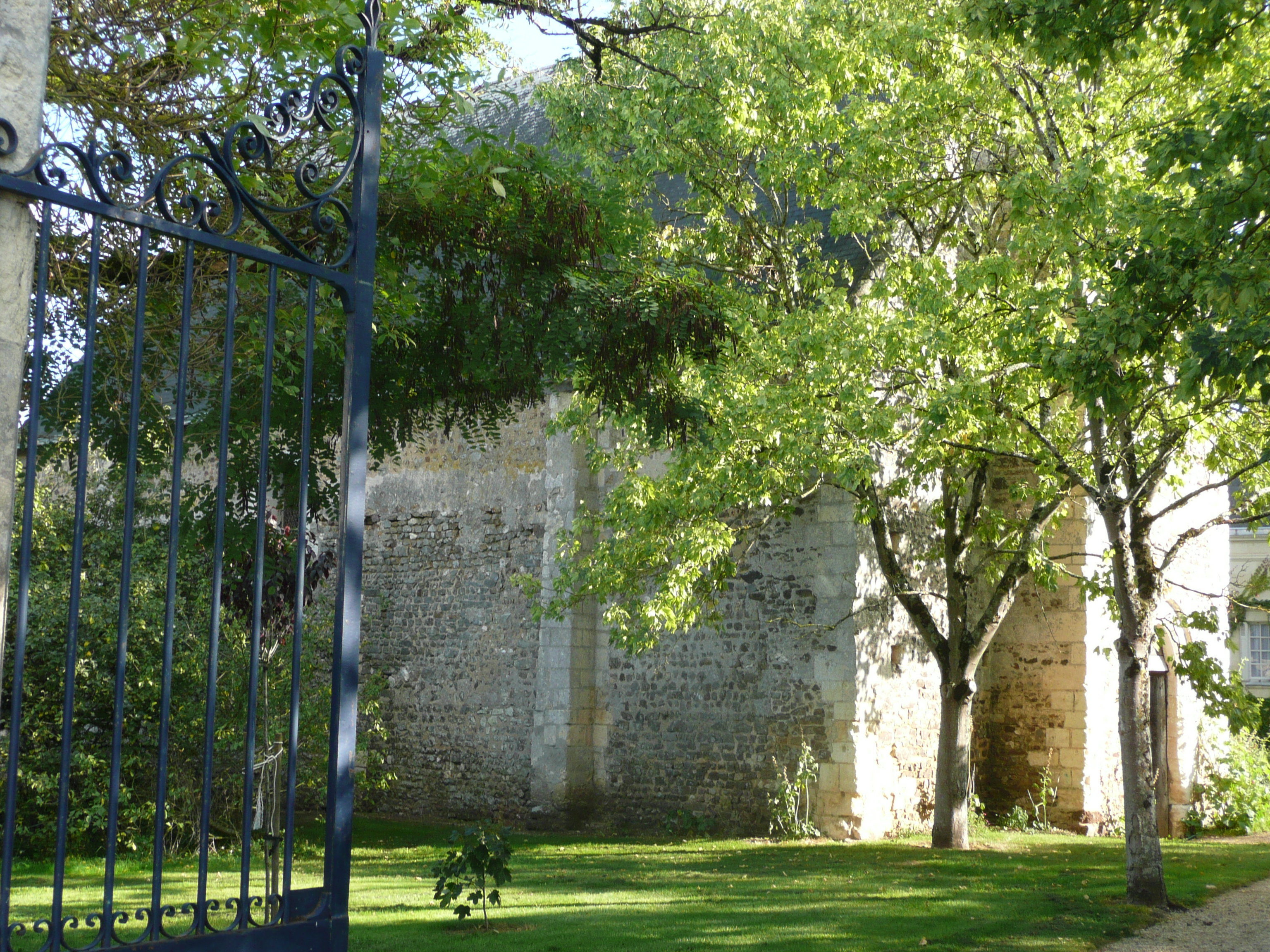
サン・タルマン教会
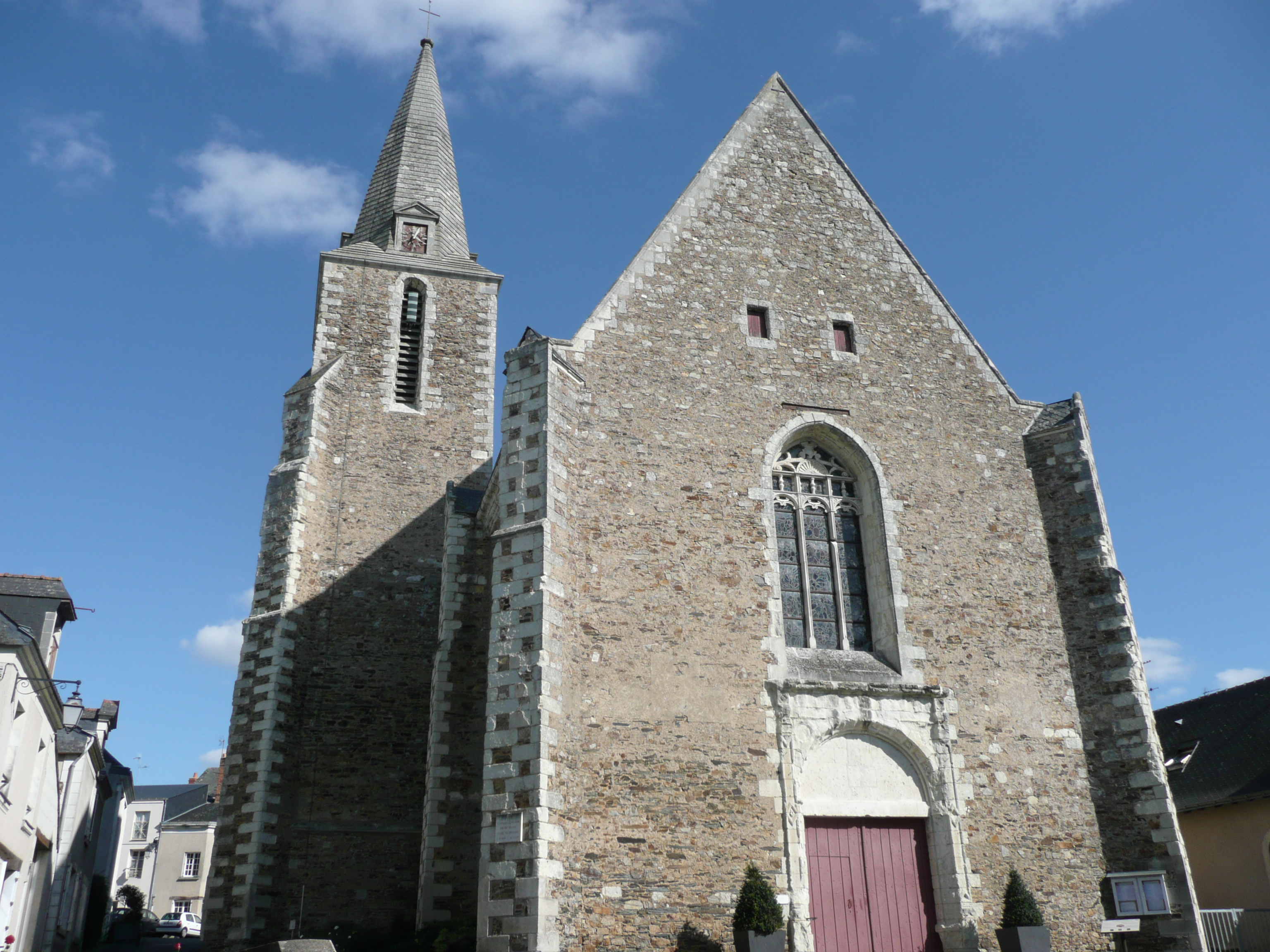
サン・ヴァンサン教会
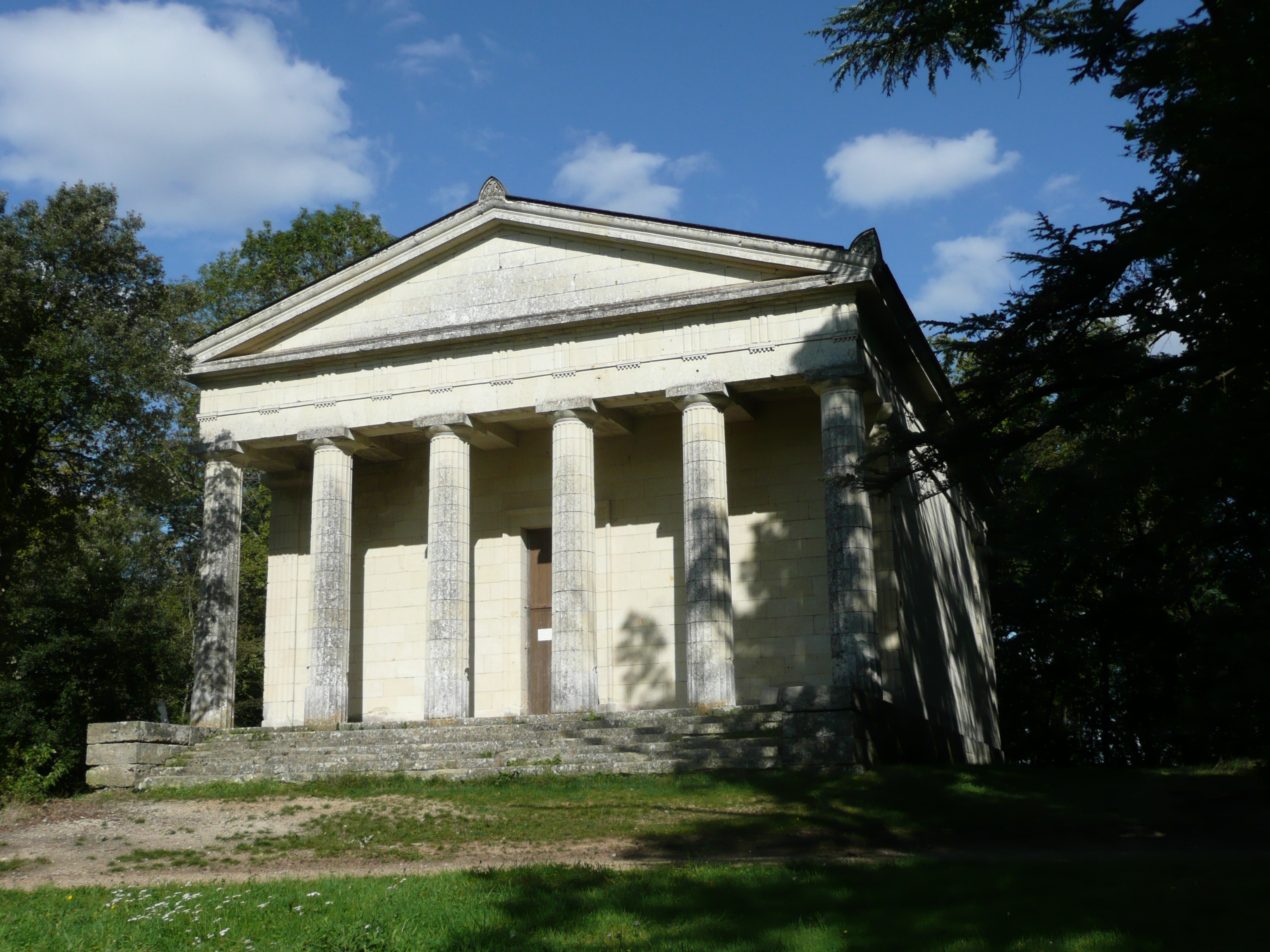
ブリサック公爵家霊廟

## 姉妹都市
- カルーゾ、イタリア